# Castillo de Albalat (Romangordo)
El castillo de Albalat era una fortaleza situada al término municipal español de Romangordo, provincia de Cáceres, Extremadura. 
En las proximidades de Romangordo tuvo lugar en la Guerra de Independencia el llamado combate de Lugar Nuevo. 
Romangordo es, según el Diccionario Geográfico de Madoz:

ROMANGORDO: villa con ayuntamiento en la provincia y audiencia territorial de Cáceres (13 leguas), partido judicial de Navalmoral de la Mata (4 leguas), diócesis de Plasencia (9 leguas), capital general de Extremadura (Badajoz, 28 leguas). SITUADO en una ladera mirando al Sur, entre el Tajo y el puerto de Miravete, es de CLIMA cálido, reinan los vientos Sur y Oeste, y se padecen intermitentes: tiene 130 CASAS; cárcel; escuela dotada con 192 reales de los fondos públicos y la retribución de los 45 niños de ambos sexos que concurren; iglesia parroquial (Santa Catalina) con curato de primer ascenso y provisión ordinaria; la cual se considera matriz de Casas del Puerto de Miravete y la Higuera, que anteriormente componían la rectoría del Salvador de Albalat, hoy destruida.

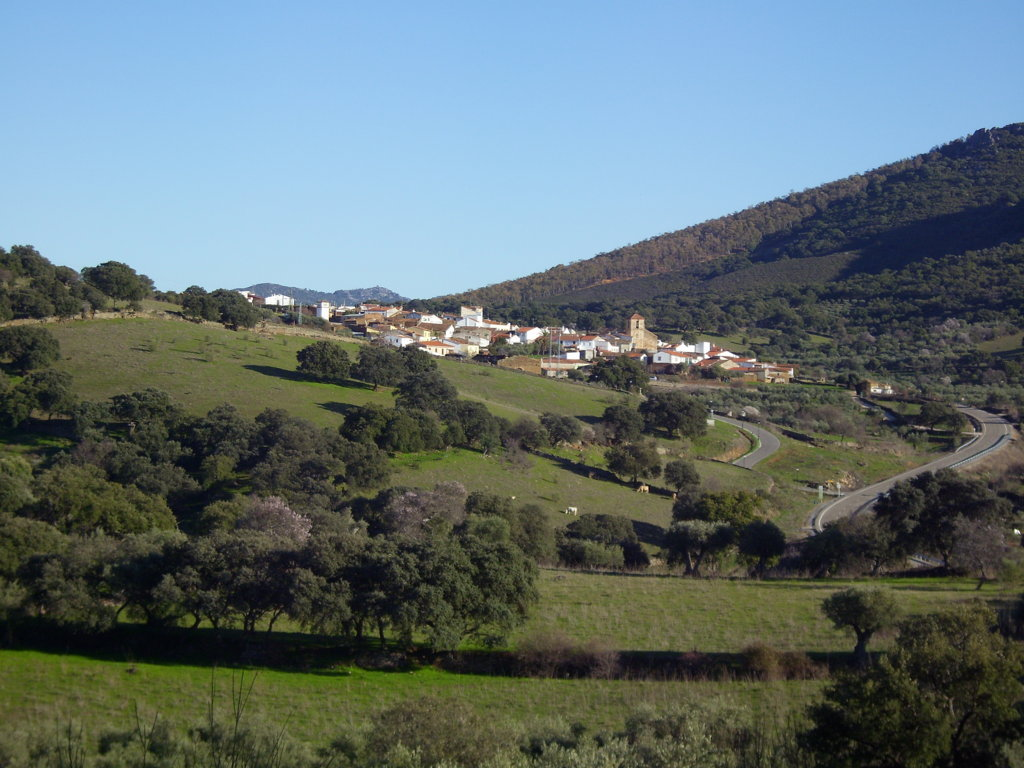
Panorámica de Romangordo

El nombre del pueblo y la palabra albalat significan en árabe calzada o bien camino enlosado, aunque alguna vez se le llame camino empedrado de forma indebida, ya que hacen referencia a las  calzadas romanas que estaban enlosadas, es decir, cubiertas de losas de piedra. 
El nombre del pueblo tiene diferentes formas de escritura. Por ejemplo,  Makjada Albalat. Makjada significa vado o paso de un río, por lo que Makjada Albalat hace referencia a la situación de Albalat, en la margen izquierda del río Tajo y junto a unos de los pocos lugares por donde se puede vadear, y no en todas las épocas del año. Su situación geográfica era muy estratégica, ya que estaba en la calzada romana que iba desde Toledo hasta  Mérida y al lado del citado vado. En la actualidad se localizan bien los restos de lo que fue el pueblo y castillo de Albalat, puesto que está a la altura del  km 203 de la antigua carretera nacional  N-5 
También la llamaron  Medina-Albalat o Alvalat, Alvalá, Albalate y algún otro más.

## El castillo
Siguiendo la carretera nacional indicada y un poco aguas abajo del puente renacentista de Albalat pueden verse, o intuirse, los restos de lo que fue el poblado de Albalat. Los restos de alguna fortificación y una especie de torre son los elementos visibles y, por ello, parece evidente la existencia de un castillo, fortificación o alcazaba. La situación estratégica del lugar: un vado, una vía  romana cercana y un antiguo puente en las proximidades, llevan a una conclusión posible y es que la fortaleza allí existente podría tener la misión de controlar el paso del río Tajo mediante barcas, puentes de madera provisionales en el estiaje e incluso puesto de pago de un peaje por pasar el río.

### Época árabe
Está documentada la información de la ocupación musulmana del castillo, si bien los orígenes del castillo sean mucho más antiguos. Los geógrafos árabes Ibn Haucal y posteriormente Al-Idrisi dejaron constancia de la importancia militar de este castillo-fortaleza. Se erigió sobre una plataforma que domina la ribera izquierda del río Tajo, delimitada hacia el este y oeste por barrancos poco profundos. El nombre de Albalat (forma moderna del árabe al-Balat), topónimo que aparece en la segunda mitad del siglo X, evidencia su vínculo con una vía de comunicación (Balat) y un paso que sería controlado desde la terraza en la ribera izquierda del Tajo, donde se encuentra un yacimiento arqueológico. Por su situación, 
Madinat Albalat se convirtió en un enclave de importancia estratégica, pues controlaba un paso de la frontera y era punto de partida para las expediciones militares; por estas razones se convierte en un objetivo militar desde finales del siglo XI. 
Madinat Albalat formaba parte de la frontera del Tajo y controlaba el paso entre Talavera de la Reina y Alcántara. Por esta razón se convirtió en objetivo de los ejércitos almorávides, quienes recuperaron esta fortificación de rivera entre los años 1112-1119/20  hasta su destrucción, supuestamente a manos de las milicias concejiles de Salamanca y Ávila en 1142. 

### Después de la Reconquista
Una vez en manos de señores y reyes castellanos, el «castillo de Albalat» estuvo bajo la jurisdicción de Plasencia, lugar de gran población y de intercambio de mercancías entre las regiones más al sur y las del norte. Años más tarde, en el siglo XIV, Albalat tenía dominios sobre poblaciones y señoríos de tal tamaño y envergadura que la zona pasó a llamarse «Campana de Albalat».
La fortificación era considerada uno de los puntos que componían La fortaleza del Tajo y que eran Albalat, Almaraz, Monfragüe y Mirabel.

## Restos que se conservan
A partir de los restos que todavía se conservan puede reconstruirse en un croquis cómo fue el recinto amurallado primitivo. Se observa claramente que era de planta rectangular, que ha desaparecido todo el flanco oriental y que ocupaba una situación predominante sobre un asentamiento bastante extenso con numerosa población. Todo ello llevó a los historiadores a asegurar que el castillo no tenía solamente el cometido de un fortín de vigilancia y control de paso del río Tajo. Los restos de la muralla discurren a lo largo de unos 450 metros, que es una parte del perímetro que, en su día, estaba amurallado. La superficie que está intramuros mide unos 25 000 metros cuadrados. De estos restos se deduce que la forma inicial de las defensas del castillo era  pentagonal. De lo que queda, en muy mal estado, destacan las torres 1 y 2 del flanco sur.
En los restos de la fortaleza se observan detalles típicos de la construcción musulmana. En algunos lienzos que aún permanecen visibles se notan canto rodado, cal, tierra mojada hasta ser barro, que hace la función de argamasa y ramas secas para hacer de armadura del conglomerado anterior. Tiene también a la vista unas torres prismáticas de sección cuadrada rodeando el castillo. La parte septentrional, paralela al río, es la que se encuentra en mejores condiciones y es donde se puede observar lo citado anteriormente.
También tiene lienzos construidos solo de mampostería, lo que les hace reconocer a los historiadores que forman parte de una época posterior a la Reconquista. El lado meridional está en mejor estado de conservación y se constata claramente que están construidos a base de cal y canto compactados. En algún paramento semiderribado se aprecia que, en algunos casos, tienen tongadas o capas, en algunos casos en forma de «espina de pez», apoyándose una tongada sobre la anterior, y perteneciendo ambas a dos paños distintos y perpendiculares entre sí, para que cada tongada sirva de unión con la siguiente y así sucesivamente.

## Yacimiento arqueológico junto a la fortaleza
La fortaleza se fue rodeando de diversas construcciones defensivas, erigidas con elementos varios como ladrillos, vasijas para la vida diaria o simplemente de vivienda, todo lo cual fue quedando enterrado con el paso de los siglos. Junto a la fortaleza se sitúa el yacimiento arqueológico Madinat Albalat. Es de origen árabe y tras la conquista cristiana en el siglo XIII dio nombre a la campana de Albalat, cuyo territorio comprendía los actuales municipios de Casas de Miravete, Higuera de Albalat y Romangordo.
En 2009, un proyecto multidisciplinar dirigido por la arqueóloga Sophie Gilotte (CNRS UMR 5648 Histoire, Archéologie, Littéraures des mondes chrétiens et musulmans médievaux, Lyon) comenzó el estudio del yacimiento mediante excavaciones arqueológicas sistemáticas, contando con la colaboración de numerosos especialistas y voluntarios. 
Desde 2011 está incluido en la lista roja de patrimonio en peligro de Hispania Nostra.

## Estado actual
La situación es de ruina casi total sin que haya noticias de alguna posible reconstrucción o, al menos, de una sujeción de lo construido para evitar lo que, a la vista, el tiempo va deteriorando.